# Oedemera marmorata
Oedemera marmorata é uma espécie de insetos coleópteros polífagos pertencente à família Oedemeridae.
A autoridade científica da espécie é Erichson in Wagner, tendo sido descrita no ano de 1841.
Trata-se de uma espécie presente no território português.